# Marianerna

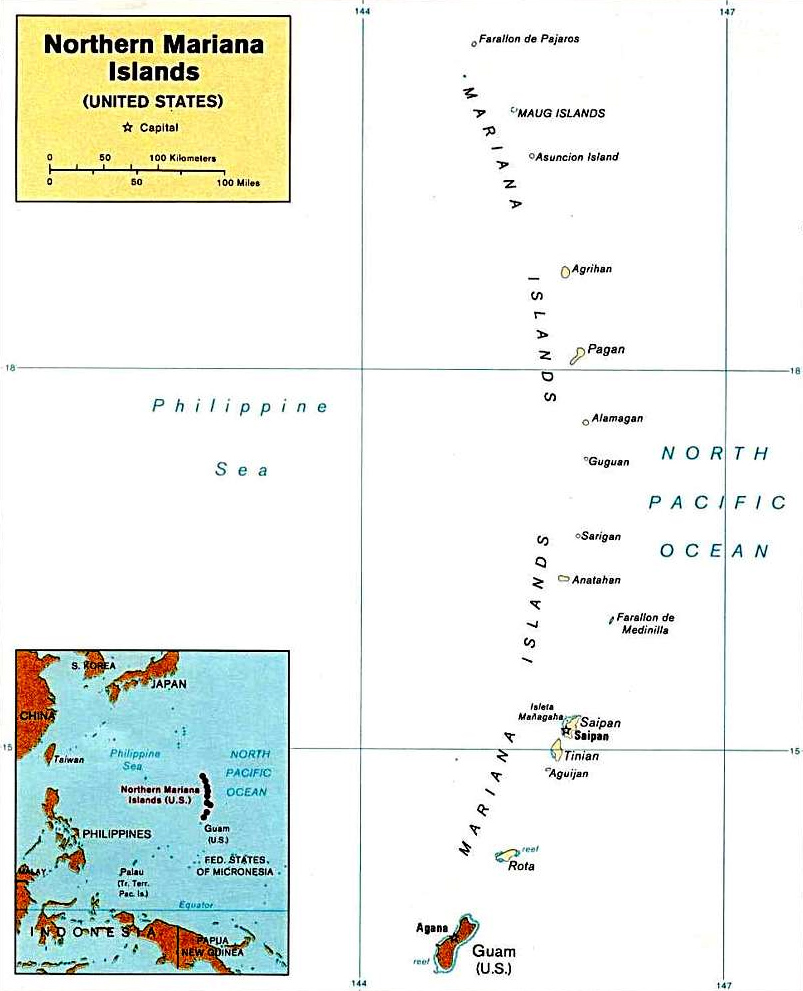
Marianerna

Marianerna (tidigare Islas de los Ladrones, sp. 'Tjuvöarna') är en ögrupp i Mikronesien i västra Stilla havet.

## Historia
Marianerna har troligen varit bebodd av polynesier sedan 1500-talet f.Kr. Ökedjan upptäcktes av portugisiske Ferdinand Magellan under den första världsomseglingen i mars 1521 som då namngav öarna Las Islas de los Ladrones ("Tjuvarnas öar"). Öarna hamnade 1667 under spansk överhöghet och döptes då om till "Islas de las Marianas" efter Filip IV:s änka (och Spaniens dåvarande regent) Mariana av Österrike och förvaltades från Nya Spanien. Den största ön, Guam, erövrades av USA redan 1898 och har varit amerikanskt territorium sedan dess förutom under andra världskriget. Efter freden i det Spansk-amerikanska kriget 1899 avträdde Spanien den södra delen till USA och sålde den norra delen till Kejsardömet Tyskland. Den norra delen ingick sedan i Tyska Nya Guinea.
Under första världskriget ockuperades området i oktober 1914 av Japan. Japan erhöll förvaltningsmandat över området, förutom Guam, av Nationernas förbund vid Versaillesfreden 1919. Marianerna ingick sedan i Japanska Stillahavsmandatet. Under andra världskriget användes ögruppen som flyg- och flottbas av Japan tills USA erövrade området 1944 bland annat under slaget vid Saipan. I juli 1947 utsågs Marianerna tillsammans med hela Karolineröarna till "US Trust Territory of the Pacific Islands" av Förenta nationerna och förvaltades av USA. I januari 1978 erhöll Nordmarianerna ett begränsat självstyre under "Commonwealth status" och i november 1986 ingicks en union med USA under namnet "Commonwealth of the Northern Mariana Islands".

## Geografi
Ögruppen ligger cirka 2 000 km nordost om Filippinerna och sträcker sig ca 700 km från norr till söder. Öster om Guam ligger Marianergraven som är världens djupaste djuphavsgrav och även jordytans djupaste punkt. Öarna utgör höga toppar på en undervattensbergskedja, Izu-Bonin-Marianerbågen, som sträcker sig från Guam till japanska Honshu. Djuphavsgraven och öbågen har bildats genom att Stillahavsplattan från öster sjunker ner och bildar en subduktionszon. Äldst av öarna är Guam som började bildas för cirka 30 miljoner år sedan.
Det finns 15 öområden som tillsammans har en areal om ca 1007 km². Området delas in i en nordlig och en sydlig del med de större öarna enligt följande:
- Norra delen
- Farallon de Pajaros
- Maug Islands
- Asuncion Island
- Agrihan
- Pagan
- Alamagan
- Guguan

- Södra delen
- Sarigan
- Anatahan
- Farallon de Medinilla
- Saipan, huvudö inom samväldet Nordmarianerna
- Tinian
- Aguijan
- Rota
- Guam, största ön i ökedjan, ett separat territorium

## Statsbildningar
Förvaltningsmässigt är ögruppen idag delat i territoriet Guam och samväldet Nordmarianerna, båda under kontroll av USA.